# Ahmet Canbaz
Ahmet Canbaz (* 27. April 1998 in Hannover) ist ein türkisch-deutscher Fußballspieler, der seit 2021 beim Erzurumspor FK unter Vertrag steht und mehrfacher türkischer Nachwuchsnationalspieler ist.

## Karriere

### Vereine
Ahmet Canbaz wurde in Hannover geboren und begann bei Borussia Hannover mit dem Fußballspielen. Anschließend wurde er bis zum Alter von 15 bei Hannover 96 und anschließend in der Jugend des Erzrivalen Eintracht Braunschweig ausgebildet.
Zur Regionalligasaison 2016/17 rückte er in die zweite Mannschaft der Braunschweiger auf und stand ab der Folgesaison fest in deren Kader. Am 4. November 2017 lief er auch das erste Mal für die Profis beim 2:2 gegen den SV Darmstadt 98 auf.
Nachdem die erste Mannschaft in die dritte Liga abgestiegen und die Reserve dadurch ebenfalls absteigen und fortan in der Oberliga Niedersachsen antreten musste, holte der neu verpflichtete Cheftrainer Henrik Pedersen ihn zur Saison 2018/19 in den Profikader. Nach drei absolvierten Partien wurde Canbaz im September 2018 aus „disziplinarischen Gründen“ zurück in die zweite Garde versetzt. Im November durfte er wieder mit den Profis trainieren, mittlerweile stand die Mannschaft bereits seit dem 3. Spieltag in der Abstiegszone. In der Winterpause wurde sein Vertrag im Rahmen daraus resultierender Umbruchmaßnahmen aufgelöst und der Mittelfeldspieler wechselte zu Werder Bremen II. Er absolvierte für die Mannschaft zehn Spiele und verpasste mit ihr den anvisierten Wiederaufstieg in die 3. Liga.
In der Sommerpause wechselte der Mittelfeldspieler erstmals in die Türkei und schloss sich dem Vorjahresvierten der Süper Lig, Trabzonspor, an. Dort zog sich der Mittelfeldspieler Anfang Dezember 2019 einen Kreuzbandriss zu und fiel langfristig aus.

### Nationalmannschaft
Canbaz absolvierte sechs Partien für türkische Juniorennationalmannschaften und lief zweimal für die türkische U20 und bisher siebenmal für die U21 auf.